# Quận Amelia, Virginia
Quận Amelia là một quận thuộc tiểu bang Virginia, Hoa Kỳ.
Quận này được đặt tên theo. Theo điều tra dân số của Cục điều tra dân số Hoa Kỳ năm 2000, quận có dân số 11.400 người. Quận lỵ đóng ở Amelia Courthouse.6

## Địa lý
Theo Cục điều tra dân số Hoa Kỳ, quận có diện tích km2, trong đó có km2 là diện tích mặt nước.

### Quận giáp ranh
- Powhatan - bắc
- Chesterfield - đông bắc
- Dinwiddie - đông nam
- Nottoway - nam
- Prince Edward - tây nam
- Cumberland - tây